# Raphaël Auquier
Pour les articles homonymes, voir Auquier.
Raphaël Auquier, né le 3 octobre 1982 est un pilote de rallye belge. Il a participé au championnat du monde des rallyes junior (Junior World Rally Championship ou J-WRC)  en 2007 au sein du team Kronos Racing.

## Palmarès

### 2011
- Victoire au Rallye de la Haute Senne (Mitsubishi Evo 9)
- 1re place en Groupe R3 (11e au général) au Sezoens Rally (Citroën DS3 R3)
- 1re place en Groupe R3 (10e au général) au Rallye du Condroz (Citroën DS3 R3)

### 2010
- 2e place en Groupe N (6e au général) au Rally van Haspengouw (Mitsubishi Evo 10)

### 2009
- Victoire au Rallye de la Haute Senne (Mitsubishi Evo 9)[2],[3]
- 2e place en Groupe N (10e au général) au Rallye du Condroz (Mitsubishi Evo 10)

### 2008
- 6e place au Sezoens Rally (VW Polo Super 2000)
- 10e place au Belgium Ypres Westhoek Rally (VW Polo Super 2000)

### 2007
- 2e place en C2R2 au Tour de Corse (Citroën C2-R2)
- 2e place en C2R2 au Rallye de Finlande (Citroën C2-R2)
- 2e place en C2R2 au Rallye du Portugal (Citroën C2-R2)

### 2006
- Finaliste du FST International ShoutOut en 2006 en Angleterre (Ford Fiesta Trophy)
- Victoire en Fiesta Sporting Trophy au Rallye de Wallonie (Ford Fiesta Trophy)
- Auteur de la meilleure performance du championnat de Belgique dans le Fiesta Sporting Trophy